# Allium bidentatum
Allium bidentatum är en amaryllisväxtart som beskrevs av Fisch., Jaroslav Ivanovic Yaroslav Ivanovich Prokhanov och Ikonn.-gal. Allium bidentatum ingår i släktet lökar, och familjen amaryllisväxter.

## Underarter
Arten delas in i följande underarter:
- A. b. andaense
- A. b. bidentatum
- A. b. qinggouense